# برشاوشان عاري
برشاوشان عاري (الاسم العلمي:Adiantum nudum) هو نوع من النباتات يتبع جنس البرشاوشان من الفصيلة الديشارية.